# Соболевский (Марий Эл)
Соболевский — посёлок в Медведевском районе Марий Эл Российской Федерации. Входит в состав Азяковского сельского поселения.
Численность населения — 150 чел. (2021 год).

## География
Располагается в 6 км от административного центра сельского поселения — деревни Среднее Азяково.

## История
В 1957 году было создано зверохозяйство, принадлежащее Марпотребсоюзу. Были построены четыре жилых дома, в которых поселились 92 человека. В 1973 году указом Президиума Верховного Совета Марийской АССР посёлку присвоено наименование Соболевский.
Зверохозяйство разводило серебристо-чёрных лис, позже — норвежского песца и норку. В 1991 году зверохозяйство получило статус унитарного предприятия.

## Население
| 2010 | 2013 | 2014 | 2016 | 2018 | 2021 |
| ---- | ---- | ---- | ---- | ---- | ---- |
| 153  | ↗177 | ↗178 | ↘169 | →169 | ↘150 |

Национальный состав на 1 января 2014 г.:
| Национальность | Численность, чел. | Доля    |
| -------------- | ----------------- | ------- |
| всего          | 178               | 100,0 % |
| Марийцы        | 97                | 54,5 %  |
| Русские        | 69                | 38,8 %  |
| Чуваши         | 2                 | 1,7 %   |
| другие         | 10                | 5,6 %   |

## Описание
Улично-дорожная сеть посёлка имеет асфальтовое покрытие. В посёлке имеется централизованное водоснабжение и водоотведение. Посёлок газифицирован.
В посёлке работает продуктовый магазин.